# Каледонска геосинклинална област
Каледонската геосинклинална област или Каледонско нагъване, Каледонска орогенеза е съвкупност от тектонски процеси – нагъване, планинообразуване и гранитизация от края на ранния до началото на средния палеозой, завършили развитието на геосинклиналните системи, съществували в края на протерозоя и началото на палеозоя. Тези процеси обхващат период от около 150 млн. години, между 410 и 260 млн. години назад. Терминът е въведен от френския геолог Марсел Александър Бертран (1847 – 1907) през 1887 г.
Към Каледонската геосинклинална област (каледониди) се отнасят: в Европа – каледонидите на Ирландия, Шотландия, Уелс, Северна Англия, северозападните части на Скандинавските планини, архипелага Шпицберген (Свалбард); в Азия – каледонидите на Централен Казахстан (западната част), Западните Саяни, Алтай, Монголски Алтай и Югоизточен Китай. Към каледонидите се отнасят също нагънатите съоръжения на остров Тасмания, Лакланската система в Югоизточна Австралия, Северна и Източна Гренландия, Нюфаундленд и Северните Апалачи. Освен това, проявления на Каледонската орогенеза са установени в Урал, в североизточните части на Верхояно-Чукотската област, в Източна Аляска, Централните и Северни Анди и в някои други много по-млади нагънати съоръжения.
Най-ранните фази на Каледонската орогенеза се отнасят към средата и края на камбрия (салаирска, или сардинска орогенеза), основните фази обхващат периода края от на ордовика и началото на силура до края на силура и началото на девона (къснокаледонска орогенеза), а заключителните – в средата на девона (оркадска, или свалбардскса орогенеза). Формациите от периода на геосинклиналното нагъване са представени от глинесто-шистови (аспидни), граувакски, по рядко флишови и карбонатни, спилито-кератофирови и диабазови. Във вътрешните зони на редица каледонски геосинклинали са известни и внедрявания на хипербазити. През силура и особено в ранния и средния девон широко развитие в междупланинските огъвания са получили мощните червеноцветни континентални наслаги от моласови формации (древните червени пясъчници на Британските острови). Характерна особеност за каледонидите е тяхното незавършено развитие и отсъствието на предни (крайни) огъвания. Най-сложно са изградени каледонидите на Шотландия, Скандинавия, Източна Гренландия и Нюфаундленд, където са известни големи тектонски покривки.
Младите платформи, образували се на мястото на каледонидите, се отличавали с голяма подвижност. След периода на затихването на вертикалните движения е заравняването на релефа те (каледонидите) изпитали тектонска активизация през късния палеозой във връзка с херцинската тектогенеза в съпровождащите ги и околните геосинклинали. Новата активизация през неогена и антропогена е довела до възстановяване на планинския релеф в повечето области на Каледонската геосинклинална област. Каледонската орогенеза се е отразила на тектонската активизация в някои части на байкалидите, като най-голямо е проявлението ѝ в южната периферия на Сибирската платформа.